# Selección de fútbol de Vanuatu
La selección de fútbol de Vanuatu es el equipo representativo de dicho país en las competiciones oficiales de fútbol. Su organización está a cargo de la Federación de Fútbol de Vanuatu, perteneciente a la OFC y a la FIFA.
Desde su primer partido en 1951 hasta 1980, participó bajo el nombre de Nuevas Hébridas. En 1971 obtuvo la medalla de plata en los Juegos del Pacífico Sur, mientras que en 1966, 2003 y 2007 se quedó con la de bronce. En la Copa de las Naciones de la OFC fue subcampeón en 2024.
Su único título es el de la Copa Melanesia 1990.

## Historia

### Inicios (1951-1980)
El primer partido de la selección vanuatuense fue en 1951, cuando representaba a la colonia franco británica de las Nuevas Hébridas. Enfrentó a Nueva Zelanda el 4 de octubre en Numea, Nueva Caledonia, y perdió por 9-0. En los años subsiguientes jugó algunos amistosos ante Tahití.
En 1963 cayó eliminado en la primera edición de los Juegos del Pacífico Sur en la ronda preliminar, al perder con las Islas Salomón 6-3. Tres años más tarde, en Numea 1966, se quedó con la medalla de bronce al derrotar a Papúa Nueva Guinea en el partido por el tercer puesto 5-2. En el torneo siguiente fue eliminado en primera fase.
En Papeete 1971 alcanzó la final, en donde fue derrotado por Nueva Caledonia 7-1. Dos años después, disputó la Copa Oceanía 1973, precursora de la Copa de las Naciones de la OFC, en la que terminó en cuarto lugar al perder con la selección neocaledonia el partido por el tercer lugar. En los Juegos del Pacífico Sur 1975 fue eliminado por Tahití y Nueva Caledonia en fase de grupos, mientras que en la edición 1979 cayó en cuartos de final, por lo que jugó el torneo de consolación realizado exclusivamente en ese campeonato, llegando al partido por el quinto puesto, que nunca se disputó. Un año después perdió sus tres partidos en la Copa Oceanía 1980 ante Papúa Nueva Guinea, Nueva Caledonia y Australia.

### La maldición del partido por el tercer puesto (1981-1995)
Ya en representación de la República de Vanuatu, independizada en 1980, el seleccionado vanuatuense perdió los tres partidos de la fase de grupos de Apia 1983. En la siguiente edición comenzó una particular racha, alcanzar el partido por el tercer lugar para posteriormente perderlo. En 1987 cayó ante Papúa Nueva Guinea por 3-1, en 1991 fue derrotado por Nueva Caledonia con idéntico resultado y en 1995 volvió a ver frustrado su intento de obtener una medalla al perder 3-0 con Fiyi.
Entre medio, comenzó a disputar la Copa Melanesia. Entre las primeras ediciones, a pesar de obtener el campeonato en 1990, no cosechó buenos resultados, sobre todo en la edición de 1994, que servía de clasificación a la Copa de las Naciones de la OFC 1996, en la que terminó último.

### Presente constante en la Copa de las Naciones y el regreso al podio (1996-)
En 1998 fue subcampeón del torneo regional melanesio y obtuvo el pasaje al torneo continental oceánico, en el que fue eliminado en primera ronda. Dos años después, no había alcanzado los puestos de clasificación en la Copa Melanesia 2000, pero el retiro de Fiyi de la Copa de las Naciones de la OFC le permitió ocupar su lugar. Vanuatu se quedó con el cuarto lugar luego de perder 2-1 con las Islas Salomón en el partido por el tercer puesto.
Repitió el resultado en 2002, siendo Tahití esta vez el equipo que le negaría el tercer lugar, mientras que en la edición 2004 terminó último con solo una victoria, que fue justamente frente a uno de los favoritos al título, Nueva Zelanda.
Volvió a obtener una medalla en los Juegos del Pacífico Sur en Suva 2003, donde venció 1-0 a Tahití en el partido del tercer puesto. Cuatro años más tarde, en Apia 2007 volvió a apoderarse de la presea de bronce al ganarle 2-0 a las Islas Salomón, y gracias a ese resultado, clasificó a la Copa de las Naciones de la OFC 2008, donde terminó último con solo cuatro puntos en seis partidos disputados. 
En los Juegos del Pacífico 2011, fue eliminado en primera fase al quedar con peor diferencia de gol que Nueva Caledonia y las Islas Salomón, a los que igualó en puntos. En el torneo oceánico 2012 fue superado por las selecciones tahitiana y neocaledonia y eliminado en primera ronda. Lo mismo le sucedió en 2016 en el grupo compartido con Nueva Zelanda, las Islas Salomón y Fiyi.

## Últimos partidos y próximos encuentros
Actualizado al último partido jugado el 21 de diciembre de 2024
| Fecha      | Ciudad    | Local              | Resultado | Visitante           | Competición                     |
| ---------- | --------- | ------------------ | --------- | ------------------- | ------------------------------- |
| 26-03-2024 | Yeda      | Brunéi             | 3:2       | Vanuatu             | FIFA Series 2024                |
| 15-06-2024 | Port Vila | Vanuatu            | 1:0       | Islas Salomón       | Copa de Naciones OFC 2024       |
| 21-06-2024 | Port Vila | Nueva Zelanda      | 3:0       | Vanuatu             | Copa de Naciones OFC 2024       |
| 27-06-2024 | Port Vila | Vanuatu            | 2:1       | Fiyi                | Copa de Naciones OFC 2024       |
| 30-06-2024 | Port Vila | Vanuatu            | 0:3       | Nueva Zelanda       | Copa de Naciones OFC 2024       |
| 05-09-2024 | Port Vila | Vanuatu            | 0:3       | Australia           | Partido amistoso híbrido        |
| 12-10-2024 | Port Vila | Vanuatu            | 4:1       | Samoa               | Clasificación Copa Mundial 2026 |
| 15-11-2024 | Hamilton  | Nueva Zelanda      | 8:1       | Vanuatu             | Clasificación Copa Mundial 2026 |
| 18-11-2024 | Auckland  | Tahití             | 2:0       | Vanuatu             | Clasificación Copa Mundial 2026 |
| 09-12-2024 | Honiara   | Islas Salomón      | 4:1       | Vanuatu             | MSG Prime Minister's Cup 2024   |
| 12-12-2024 | Honiara   | Fiyi               | 1:1       | Vanuatu             | MSG Prime Minister's Cup 2024   |
| 15-12-2024 | Honiara   | Vanuatu            | 3:1       | Islas Salomón (U23) | MSG Prime Minister's Cup 2024   |
| 21-12-2024 | Honiara   | Papúa Nueva Guinea | 2:1       | Vanuatu             | MSG Prime Minister's Cup 2024   |

## Estadísticas

### Copa Mundial de Fútbol
| Copa Mundial de Fútbol | Copa Mundial de Fútbol  | Copa Mundial de Fútbol  | Copa Mundial de Fútbol  | Copa Mundial de Fútbol  | Copa Mundial de Fútbol  | Copa Mundial de Fútbol  | Copa Mundial de Fútbol  |
| Año                    | Ronda                   | J                       | G                       | E                       | P                       | GF                      | GC                      |
| Como Nuevas Hébridas   | Como Nuevas Hébridas    | Como Nuevas Hébridas    | Como Nuevas Hébridas    | Como Nuevas Hébridas    | Como Nuevas Hébridas    | Como Nuevas Hébridas    | Como Nuevas Hébridas    |
| ---------------------- | ----------------------- | ----------------------- | ----------------------- | ----------------------- | ----------------------- | ----------------------- | ----------------------- |
| 1930 - 1950            | No existía la selección | No existía la selección | No existía la selección | No existía la selección | No existía la selección | No existía la selección | No existía la selección |
| 1954 - 1978            | No participó            | No participó            | No participó            | No participó            | No participó            | No participó            | No participó            |
| Como Vanuatu           |                         |                         |                         |                         |                         |                         |                         |
| 1982 - 1990            | No participó            | No participó            | No participó            | No participó            | No participó            | No participó            | No participó            |
| 1994                   | No clasificó            | No clasificó            | No clasificó            | No clasificó            | No clasificó            | No clasificó            | No clasificó            |
| 1998                   | No clasificó            | No clasificó            | No clasificó            | No clasificó            | No clasificó            | No clasificó            | No clasificó            |
| 2002                   | No clasificó            | No clasificó            | No clasificó            | No clasificó            | No clasificó            | No clasificó            | No clasificó            |
| 2006                   | No clasificó            | No clasificó            | No clasificó            | No clasificó            | No clasificó            | No clasificó            | No clasificó            |
| 2010                   | No clasificó            | No clasificó            | No clasificó            | No clasificó            | No clasificó            | No clasificó            | No clasificó            |
| 2014                   | No clasificó            | No clasificó            | No clasificó            | No clasificó            | No clasificó            | No clasificó            | No clasificó            |
| 2018                   | No clasificó            | No clasificó            | No clasificó            | No clasificó            | No clasificó            | No clasificó            | No clasificó            |
| 2022                   | Se retiró               | Se retiró               | Se retiró               | Se retiró               | Se retiró               | Se retiró               | Se retiró               |
| 2026                   | No clasificó            | No clasificó            | No clasificó            | No clasificó            | No clasificó            | No clasificó            | No clasificó            |
| 2030                   | Por disputarse          | Por disputarse          | Por disputarse          | Por disputarse          | Por disputarse          | Por disputarse          | Por disputarse          |
| 2034                   | Por disputarse          | Por disputarse          | Por disputarse          | Por disputarse          | Por disputarse          | Por disputarse          | Por disputarse          |
| Total                  | 0/23                    | -                       | -                       | -                       | -                       | -                       | -                       |

### Copa de las Naciones de la OFC
| Copa de las Naciones de la OFC | Copa de las Naciones de la OFC | Copa de las Naciones de la OFC | Copa de las Naciones de la OFC | Copa de las Naciones de la OFC | Copa de las Naciones de la OFC | Copa de las Naciones de la OFC | Copa de las Naciones de la OFC |
| Año                            | Ronda                          | J                              | G                              | E                              | P                              | GF                             | GC                             |
| Como Nuevas Hébridas           | Como Nuevas Hébridas           | Como Nuevas Hébridas           | Como Nuevas Hébridas           | Como Nuevas Hébridas           | Como Nuevas Hébridas           | Como Nuevas Hébridas           | Como Nuevas Hébridas           |
| ------------------------------ | ------------------------------ | ------------------------------ | ------------------------------ | ------------------------------ | ------------------------------ | ------------------------------ | ------------------------------ |
| 1973                           | Cuarto lugar                   | 5                              | 1                              | 1                              | 3                              | 5                              | 10                             |
| 1980                           | Primera ronda                  | 3                              | 0                              | 0                              | 3                              | 6                              | 9                              |
| Como Vanuatu                   |                                |                                |                                |                                |                                |                                |                                |
| 1996                           | No clasificó                   | No clasificó                   | No clasificó                   | No clasificó                   | No clasificó                   | No clasificó                   | No clasificó                   |
| 1998                           | Primera ronda                  | 2                              | 0                              | 0                              | 2                              | 2                              | 13                             |
| 2000                           | Cuarto lugar                   | 4                              | 1                              | 0                              | 3                              | 5                              | 8                              |
| 2002                           | Cuarto lugar                   | 5                              | 2                              | 0                              | 3                              | 2                              | 6                              |
| 2004                           | Primera ronda                  | 5                              | 1                              | 0                              | 4                              | 5                              | 9                              |
| 2008                           | Cuarto lugar                   | 6                              | 1                              | 1                              | 4                              | 5                              | 13                             |
| 2012                           | Primera ronda                  | 3                              | 1                              | 0                              | 2                              | 8                              | 9                              |
| 2016                           | Primera ronda                  | 3                              | 1                              | 0                              | 2                              | 3                              | 8                              |
| 2020                           | Cancelado                      | Cancelado                      | Cancelado                      | Cancelado                      | Cancelado                      | Cancelado                      | Cancelado                      |
| 2024                           | Subcampeón                     | 4                              | 2                              | 0                              | 2                              | 3                              | 8                              |
| Total                          | 10/11                          | 40                             | 10                             | 2                              | 28                             | 44                             | 93                             |

## Otros torneos

### Fútbol en los Juegos del Pacífico
| Fútbol en los Juegos del Pacífico | Fútbol en los Juegos del Pacífico | Fútbol en los Juegos del Pacífico | Fútbol en los Juegos del Pacífico | Fútbol en los Juegos del Pacífico | Fútbol en los Juegos del Pacífico | Fútbol en los Juegos del Pacífico | Fútbol en los Juegos del Pacífico |
| Año                               | Ronda                             | J                                 | G                                 | E                                 | P                                 | GF                                | GC                                |
| Como Nuevas Hébridas              | Como Nuevas Hébridas              | Como Nuevas Hébridas              | Como Nuevas Hébridas              | Como Nuevas Hébridas              | Como Nuevas Hébridas              | Como Nuevas Hébridas              | Como Nuevas Hébridas              |
| --------------------------------- | --------------------------------- | --------------------------------- | --------------------------------- | --------------------------------- | --------------------------------- | --------------------------------- | --------------------------------- |
| 1963                              | Primera ronda                     | 1                                 | 0                                 | 0                                 | 1                                 | 3                                 | 6                                 |
| 1966                              | Tercer lugar                      | 4                                 | 1                                 | 2                                 | 1                                 | 9                                 | 14                                |
| 1969                              | Primera ronda                     | 5                                 | 1                                 | 1                                 | 3                                 | 13                                | 13                                |
| 1971                              | Subcampeón                        | 4                                 | 2                                 | 1                                 | 1                                 | 9                                 | 12                                |
| 1975                              | Primera ronda                     | 2                                 | 0                                 | 0                                 | 2                                 | 1                                 | 6                                 |
| 1979                              | Quinto lugar                      | 6                                 | 4                                 | 0                                 | 2                                 | 19                                | 6                                 |
| Como Vanuatu                      |                                   |                                   |                                   |                                   |                                   |                                   |                                   |
| 1983                              | Primera ronda                     | 1                                 | 0                                 | 0                                 | 1                                 | 0                                 | 6                                 |
| 1987                              | Cuarto lugar                      | 6                                 | 2                                 | 1                                 | 3                                 | 16                                | 13                                |
| 1991                              | Cuarto lugar                      | 5                                 | 2                                 | 0                                 | 3                                 | 9                                 | 8                                 |
| 1995                              | Cuarto lugar                      | 5                                 | 2                                 | 0                                 | 3                                 | 10                                | 9                                 |
| 2003                              | Tercer lugar                      | 6                                 | 3                                 | 3                                 | 0                                 | 23                                | 3                                 |
| 2007                              | Tercer lugar                      | 6                                 | 4                                 | 0                                 | 2                                 | 25                                | 6                                 |
| 2011                              | Primera ronda                     | 5                                 | 4                                 | 0                                 | 1                                 | 18                                | 7                                 |
| 2015                              | Disputado por selecciones sub-23  | Disputado por selecciones sub-23  | Disputado por selecciones sub-23  | Disputado por selecciones sub-23  | Disputado por selecciones sub-23  | Disputado por selecciones sub-23  | Disputado por selecciones sub-23  |
| 2019                              | Primera ronda                     | 4                                 | 2                                 | 1                                 | 1                                 | 25                                | 2                                 |
| 2023                              | Cuarto lugar                      | 4                                 | 1                                 | 1                                 | 2                                 | 9                                 | 6                                 |
| Total                             | 15/16                             | 64                                | 28                                | 10                                | 26                                | 189                               | 117                               |

### Copa Melanesia
| Copa Melanesia | Copa Melanesia | Copa Melanesia | Copa Melanesia | Copa Melanesia | Copa Melanesia | Copa Melanesia | Copa Melanesia |
| Año            | Ronda          | J              | G              | E              | P              | GF             | GC             |
| -------------- | -------------- | -------------- | -------------- | -------------- | -------------- | -------------- | -------------- |
| 1988           | Tercer lugar   | 4              | 1              | 0              | 3              | 2              | 19             |
| 1989           | Quinto lugar   | 4              | 0              | 0              | 4              | 2              | 12             |
| 1990           | Campeón        | 4              | 2              | 2              | 0              | 4              | 2              |
| 1992           | Cuarto lugar   | 3              | 0              | 0              | 3              | 1              | 6              |
| 1994           | Quinto lugar   | 4              | 0              | 1              | 3              | 5              | 12             |
| 1998           | Subcampeón     | 4              | 2              | 1              | 1              | 8              | 6              |
| 2000           | Tercer lugar   | 4              | 2              | 0              | 2              | 12             | 7              |
| 2022           | Primera ronda  | 2              | 0              | 1              | 1              | 2              | 3              |
| 2023           | Tercer lugar   | 3              | 1              | 0              | 2              | 1              | 5              |
| 2024           | Cuarto lugar   | 4              | 1              | 1              | 2              | 6              | 8              |
| Total          | 10/10          | 36             | 9              | 6              | 21             | 43             | 80             |

### Intercontinental Cup (India)
| Intercontinental Cup | Intercontinental Cup | Intercontinental Cup | Intercontinental Cup | Intercontinental Cup | Intercontinental Cup | Intercontinental Cup | Intercontinental Cup |
| Año                  | Ronda                | J                    | G                    | E                    | P                    | GF                   | GC                   |
| -------------------- | -------------------- | -------------------- | -------------------- | -------------------- | -------------------- | -------------------- | -------------------- |
| 2018                 | No participó         | No participó         | No participó         | No participó         | No participó         | No participó         | No participó         |
| 2019                 | No participó         | No participó         | No participó         | No participó         | No participó         | No participó         | No participó         |
| 2023                 | Tercer lugar         | 3                    | 1                    | 0                    | 2                    | 2                    | 4                    |
| Total                | 1/3                  | 3                    | 1                    | 0                    | 2                    | 2                    | 4                    |

## Récord ante otras selecciones
Actualizado al 21 de diciembre de 2024.
| Rival                  | PJ  | PG | PE | PP  | GF  | GC  | DIF |
| ---------------------- | --- | -- | -- | --- | --- | --- | --- |
| Australia              | 4   | 0  | 0  | 4   | 0   | 7   | –7  |
| Brunéi                 | 1   | 0  | 0  | 1   | 2   | 3   | –1  |
| Estonia                | 1   | 0  | 0  | 1   | 0   | 1   | –1  |
| Fiyi                   | 38  | 10 | 8  | 20  | 42  | 84  | –42 |
| Guam                   | 3   | 3  | 0  | 0   | 14  | 1   | +13 |
| Guinea                 | 1   | 0  | 0  | 1   | 0   | 6   | –6  |
| India                  | 1   | 0  | 0  | 1   | 0   | 1   | –1  |
| Indonesia              | 1   | 0  | 0  | 1   | 0   | 6   | –6  |
| Islas Cook             | 1   | 1  | 0  | 0   | 8   | 1   | +7  |
| Islas Salomón          | 38  | 7  | 8  | 23  | 40  | 82  | –42 |
| Islas Salomón (Sub-23) | 1   | 1  | 0  | 0   | 3   | 1   | +2  |
| Kiribati               | 1   | 1  | 0  | 0   | 18  | 0   | +18 |
| Líbano                 | 1   | 0  | 0  | 1   | 1   | 3   | –2  |
| Mongolia               | 1   | 1  | 0  | 0   | 1   | 0   | +1  |
| Nueva Caledonia        | 40  | 8  | 7  | 25  | 45  | 101 | –56 |
| Nueva Zelanda          | 15  | 1  | 0  | 14  | 11  | 63  | –52 |
| Papúa Nueva Guinea     | 23  | 9  | 5  | 9   | 34  | 30  | +4  |
| Samoa                  | 7   | 7  | 0  | 0   | 43  | 2   | +41 |
| Samoa Americana        | 4   | 4  | 0  | 0   | 39  | 1   | +38 |
| Tahití                 | 27  | 5  | 3  | 19  | 28  | 66  | –38 |
| Tonga                  | 5   | 5  | 0  | 0   | 33  | 2   | +31 |
| Tuvalu                 | 4   | 4  | 0  | 0   | 22  | 1   | +21 |
| Wallis y Futuna        | 2   | 2  | 0  | 0   | 10  | 1   | +9  |
| Total                  | 220 | 69 | 31 | 120 | 394 | 463 | -69 |

## Jugadores
El jugador que más veces representó a Vanuatu es Freddy Vava, quien estuvo presente en los planteles que consiguieron la medalla de bronce en Suva 2003 y Apia 2007; mientras que el máximo goleador es Richard Iwai, autor de dos tantos en la Copa de las Naciones de la OFC 2000 y de uno en la edición 2002. Otros futbolistas destacados han sido Moise Poida, Etienne Mermer y Richard Iwai.

### Última convocatoria
| No. | Pos. | Jugador             | Fecha de nacimiento (edad)         | Apa. | Goles | Club                   |
| --- | ---- | ------------------- | ---------------------------------- | ---- | ----- | ---------------------- |
|     | POR  | Dgen Leo            | 6 de agosto de 2000 (25 años)      | 1    | 0     | Classic                |
|     | POR  | Dick Sablan         | 23 de diciembre de 1996 (28 años)  | 0    | 0     | Ifira Black Bird       |
|     | POR  | James Iamar         | 25 de enero de 1997 (28 años)      | 0    | 0     | Tafea                  |
|     |      |                     |                                    |      |       |                        |
|     | DEF  | Brian Kaltak        | 30 de septiembre de 1993 (31 años) | 25   | 5     | Central Coast Mariners |
|     | DEF  | Jason Thomas        | 20 de enero de 1997 (28 años)      | 21   | 0     | Erakor Golden Star     |
|     | DEF  | Michel Coulon       | 3 de diciembre de 1995 (29 años)   | 16   | 1     | Yatel                  |
|     | DEF  | Timothy Boulet      | 29 de noviembre de 1998 (26 años)  | 11   | 0     | Auckland City          |
|     | DEF  | Lency Philip        | 8 de junio de 1997 (28 años)       | 10   | 0     | Classic                |
|     | DEF  | Tasso Jeffrey       | 12 de agosto de 1998 (27 años)     | 7    | 0     | Western Strikers       |
|     | DEF  | Jared Clark         | 21 de enero de 1998 (27 años)      | 1    | 0     | FK Beograd             |
|     | DEF  | Kerry Iawak         | 16 de marzo de 1996 (29 años)      | 2    | 0     | Ifira Black Bird       |
|     |      |                     |                                    |      |       |                        |
|     | MED  | Bong Kalo           | 18 de enero de 1997 (28 años)      | 21   | 3     | ABM Galaxy             |
|     | MED  | John Alick          | 25 de abril de 1991 (34 años)      | 20   | 0     | Solomon Warriors       |
|     | MED  | Barry Mansale       | 1 de noviembre de 1995 (29 años)   | 11   | 1     | Yatel                  |
|     | MED  | John Wohale         | 9 de julio de 1997 (28 años)       | 11   | 1     | Ifira Black Bird       |
|     | MED  | Claude Aru          | 25 de abril de 1997 (28 años)      | 10   | 1     | North Efate United     |
|     | MED  | Jayson Timatua      | 27 de diciembre de 1998 (26 años)  | 3    | 0     | ABM Galaxy             |
|     | MED  | Alick Worworbu      | 27 de agosto de 1997 (27 años)     | 0    | 0     | Yatel                  |
|     |      |                     |                                    |      |       |                        |
|     | DEL  | Kensi Tangis        | 19 de diciembre de 1991 (33 años)  | 31   | 8     | ABM Galaxy             |
|     | DEL  | Alex Saniel         | 8 de noviembre de 1996 (28 años)   | 18   | 1     | Northern Demons        |
|     | DEL  | Jonathan Spokeyjack | 13 de noviembre de 1998 (26 años)  | 11   | 1     | Ifira Black Bird       |
|     | DEL  | Godine Tenene       | 3 de mayo de 1998 (27 años)        | 10   | 2     | Ifira Black Bird       |
|     | DEL  | Joe Moses           | 22 de mayo de 2002 (23 años)       | 5    | 2     | ABM Galaxy             |

### Más Apariciones
| #  | Nombre          | Apariciones | Goles | Periodo       |
| -- | --------------- | ----------- | ----- | ------------- |
| 1  | Kensi Tangis    | 38          | 9     | 2011–presente |
| 2  | Richard Iwai    | 34          | 20    | 2000–2011     |
| 3  | Etienne Mermer  | 33          | 15    | 1998–2008     |
| 4  | Brian Kaltak    | 32          | 5     | 2011–presente |
| 5  | Fedy Vava       | 30          | 2     | 2000–2012     |
| 6  | Lexa Bibi       | 29          | 2     | 2000–2004     |
| 6  | Seimata Chilia  | 29          | 9     | 2000–2011     |
| 6  | Bong Kalo       | 29          | 5     | 2015–presente |
| 9  | Pita David Maki | 28          | 2     | 2000–2008     |
| 10 | Jason Thomas    | 27          | 1     | 2015–presente |
| 10 | John Alick      | 27          | 2     | 2017–presente |

### Más Goles
| # | Nombre          | Goles | Apariciones | Promedio | Periodo       |
| - | --------------- | ----- | ----------- | -------- | ------------- |
| 1 | Richard Iwai    | 20    | 34          | 0.59     | 2000–2011     |
| 2 | Tony Kaltack    | 15    | 16          | 0.94     | 2016–2019     |
| 2 | Etienne Mermer  | 15    | 33          | 0.45     | 1998–2008     |
| 4 | Seule Soromon   | 10    | 10          | 1        | 2007–2011     |
| 4 | Azariah Soromon | 10    | 26          | 0.38     | 2017–presente |
| 6 | Jean Kaltack    | 9     | 8           | 1.13     | 2011–presente |
| 6 | Seimata Chilia  | 9     | 29          | 0.31     | 2000–2011     |
| 6 | Kensi Tangis    | 9     | 38          | 0.24     | 2011–presente |
| 9 | Bill Nicholls   | 6     | 8           | 0.75     | 2015–2019     |
| 9 | François Sakama | 6     | 12          | 0.5      | 2007–2015     |
| 9 | Robert Tasso    | 6     | 12          | 0.5      | 2011–2016     |

## Entrenadores
- Terry O'Donnell (1987-1993)[5][6]
- Saby Natonga (1996)[7]
- Juan Carlos Buzzetti (2000–2004)[8][9]
- Joe Szekeres (2004–2007)
- Robert Calvo (2007–2008)[9]
- William Malas (2008)[10]
- Jorge Añón (2009)
- Saby Natonga (2011-2012)[11][12]
- Percy Avock (2012-2015)[13]
- Moise Poida (2015–2017)[14][15]
- Etienne Mermer (2017–2018)
- Paul Munster (2019)[16][17]
- Etienne Mermer (2019-2022)[18]
- George Amos (2022)[19]
- Juan Carlos Buzzetti (2022)
- Emerson Alcântara (2022)
- Etienne Mermer (2022-2023)[20][21][22]
- Emerson Alcântara (2023–2024)[23]
- Juliano Schmeling (2024-2025)
- Joel Rarua (2025-)

## Uniformes anteriores
| 1987 Local | 1992 Local | 1992 Visita | 1999 | 2000 Local | 2002 Local | 2004 Local | 2004 Visita |

| 2007 | 2009 | 2011 Local | 2011 Visita | 2012 Local | 2012 Visita | 2016 Local | 2017 Local |

| 2017 Visita | 2017 | 2019 Local | 2022 Local | 2022 Visita | 2024 Local | 2024 Visita |

- Fuentes:[24][25][26][27][28][29][30]

## Palmarés

#### Competiciones oficiales
- Copa de las Naciones de la OFC:
  -  Subcampeón (1): 2024
  -  Cuarto lugar (4): 1973, 2000, 2002 y 2008

#### Regionales
- Juegos del Pacífico:
  -  Subcampeón (1): 1971
  -  Tercer lugar (3): 1966, 2003 y 2007
  -  Cuarto lugar (4): 1987, 1991, 1995 y 2023

- Copa Melanesia:
  -   Campeón (1): 1990
  -  Subcampeón (1): 1998
  -  Tercer lugar (3): 1988, 2000 y 2023
  -  Cuarto lugar (2): 1992 y 2024

- Copa Wantok:
  -  Subcampeón (1): 2008